# Xanthosoma
Xanthosoma är ett släkte av kallaväxter. Xanthosoma ingår i familjen kallaväxter.

## Bildgalleri

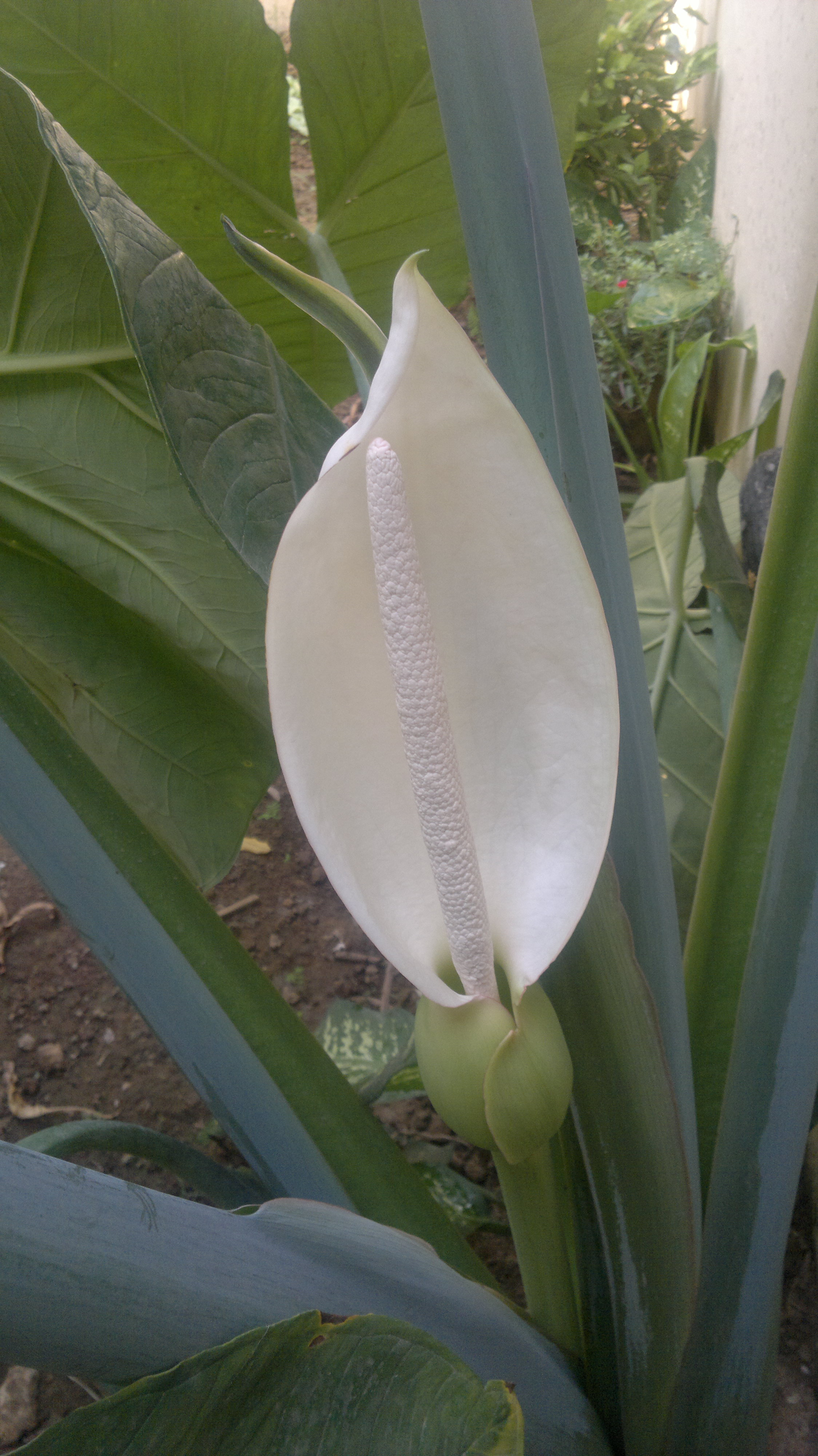
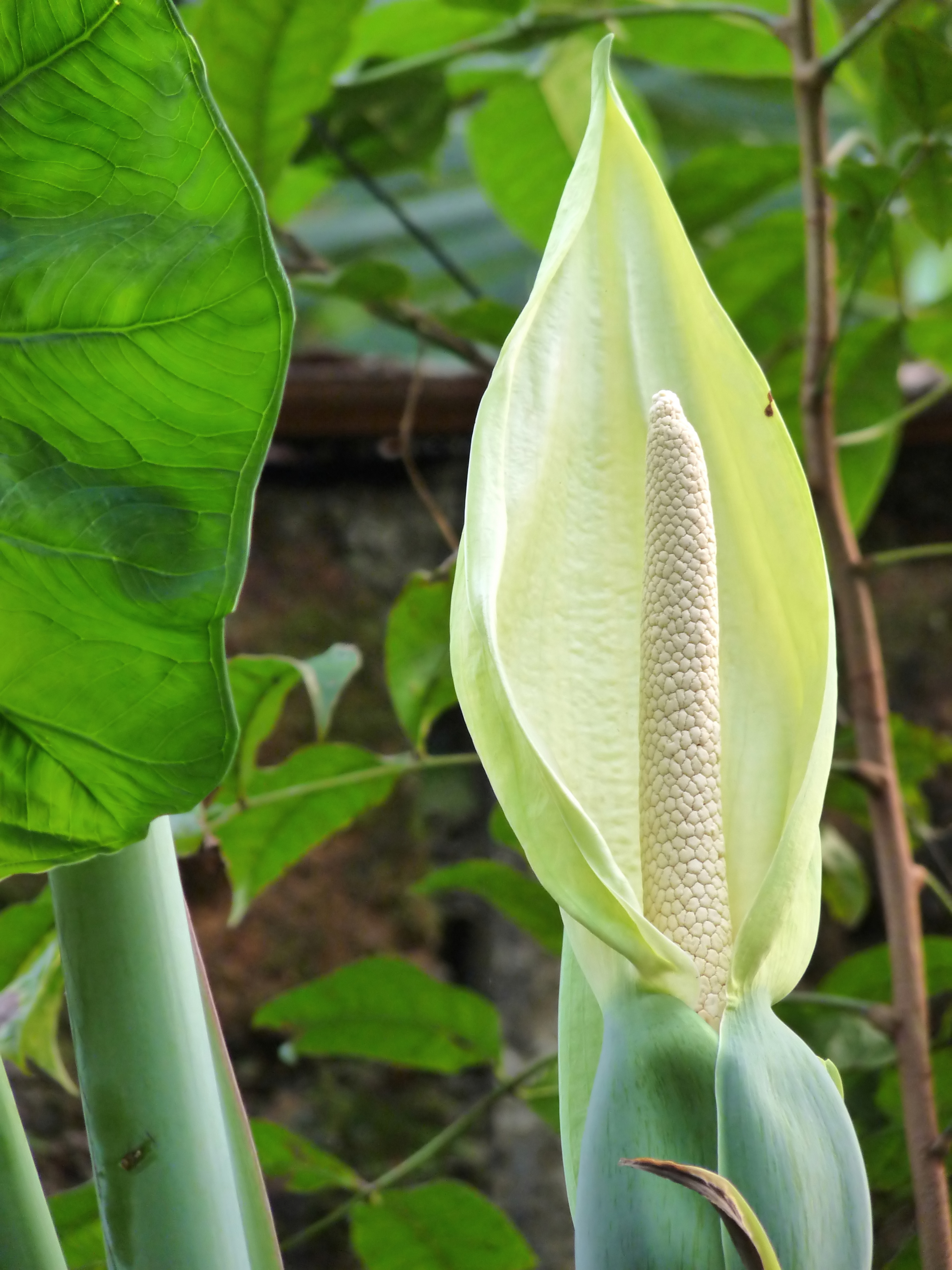
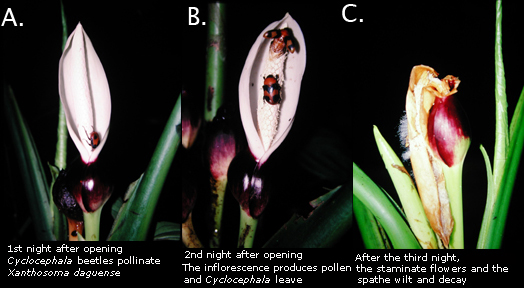

## Dottertaxa tillXanthosoma, i alfabetisk ordning[1]
- Xanthosoma acutum
- Xanthosoma akkermansii
- Xanthosoma aristeguietae
- Xanthosoma auriculatum
- Xanthosoma baguense
- Xanthosoma bayo
- Xanthosoma belophyllum
- Xanthosoma bilineatum
- Xanthosoma bolivaranum
- Xanthosoma brasiliense
- Xanthosoma brevispathaceum
- Xanthosoma caladioides
- Xanthosoma caracu
- Xanthosoma caulotuberculatum
- Xanthosoma conspurcatum
- Xanthosoma contractum
- Xanthosoma cordatum
- Xanthosoma cordifolium
- Xanthosoma cubense
- Xanthosoma daguense
- Xanthosoma dealbatum
- Xanthosoma eggersii
- Xanthosoma exiguum
- Xanthosoma flavomaculatum
- Xanthosoma fractum
- Xanthosoma granvillei
- Xanthosoma guttatum
- Xanthosoma hebetatum
- Xanthosoma helleborifolium
- Xanthosoma herrerae
- Xanthosoma hylaeae
- Xanthosoma latestigmatum
- Xanthosoma longilobum
- Xanthosoma lucens
- Xanthosoma mafaffoides
- Xanthosoma mariae
- Xanthosoma maroae
- Xanthosoma maximiliani
- Xanthosoma mendozae
- Xanthosoma mexicanum
- Xanthosoma narinoense
- Xanthosoma nitidum
- Xanthosoma obtusilobum
- Xanthosoma orinocense
- Xanthosoma paradoxum
- Xanthosoma pariense
- Xanthosoma peltatum
- Xanthosoma pentaphyllum
- Xanthosoma platylobum
- Xanthosoma plowmanii
- Xanthosoma poeppigii
- Xanthosoma pottii
- Xanthosoma puberulum
- Xanthosoma pubescens
- Xanthosoma pulchrum
- Xanthosoma riedelianum
- Xanthosoma riparium
- Xanthosoma robustum
- Xanthosoma sagittifolium
- Xanthosoma saguasense
- Xanthosoma seideliae
- Xanthosoma stenospathum
- Xanthosoma striatipes
- Xanthosoma striolatum
- Xanthosoma syngoniifolium
- Xanthosoma tarapotense
- Xanthosoma trichophyllum
- Xanthosoma trilobum
- Xanthosoma ulei
- Xanthosoma undipes
- Xanthosoma weeksii
- Xanthosoma wendlandii
- Xanthosoma viviparum
- Xanthosoma yucatanense